# Spaden, Småland
Spaden är en sjö i Gislaveds kommun och Svenljunga kommun i Småland och ingår i Ätrans huvudavrinningsområde. Sjön är 13 meter djup, har en yta på 3,06 kvadratkilometer och befinner sig 133 meter över havet. Spaden ligger i Fegen Natura 2000-område. Sjön avvattnas av vattendraget Spadå.

## Delavrinningsområde
Spaden ingår i det delavrinningsområde (635049-134470) som SMHI kallar för Utloppet av Spaden. Medelhöjden är 150 meter över havet och ytan är 26,87 kvadratkilometer. Det finns ett delavrinningsområde uppströms, och räknas det in blir den ackumulerade arean 33,96 kvadratkilometer. Spadå som avvattnar avrinningsområdet har biflödesordning 4, vilket innebär att vattnet flödar genom totalt 4 vattendrag innan det når havet efter 118 kilometer. Delavrinningsområdet består mestadels av skog (65 %). Avrinningsområdet har 3,57 kvadratkilometer vattenytor vilket ger det en sjöprocent på 13,3 %.